# وبار

وبار أو أوبار موقع أثري في سلطنة عمان، وهو أحد مواقع طريق اللبان المدرج في قائمة التراث العالمي عام 2000م، يقع في محافظة ظفار، وهي في الطرف الجنوبي من صحراء الربع الخالي في الجزء المسمى «شصر»، تبعد عن مدينة صلالة 170 كلم ناحية الشمال. تم اكتشافه خلال الأعوام (1993- 1995م) من قبل مجموعة من علماء الآثار بالتعاون مع الحكومة العمانية، وقد أشارت الدلائل إلى أن الموقع كان مأهولاً بالسكان منذ العصر الحجري، كما وجدت فيه آثار تشير إلى أحدث استيطان لهذه الأرض ويعود إلى العصر الحديدي أي إلى نحو سنة 325 قبل الميلاد. وكشفت أعمال الحفر والتنقيب في الموقع عن وجود مدينة أثرية قديمة يعتقد أنها مدينة «إرم ذات العماد» التي ذكرت في القرآن الكريم، وهي أرض عاد قوم هود «التي لم يخلق مثلها في البلاد» كما ذكرها النص القرآني، ولا زالت أعمال الحفر مستمرة للكشف عن المزيد من الآثار فيه.

## اكتشافات
1. مواقع صغيرة متناثرة تعود إلى العصر الحجري (4000-5000 ق.م)
2. آثار استيطان يعود إلى العصر الحديدي (325 - 625 ق.م)
3. اكتشاف قلعة
4. أواني فخارية وأدوات لبان تعود إلى القرن الأول قبل الميلاد وحتى منتصف العصر الإسلامي.[3]

## معرض صور
لا تزال هناك بعض أنقاض أوبار القديمة التي يمكن الوصول إليها. ومع ذلك، فقد انهارت أجزاء من المنطقة لأن عروق المياه الجوفية جعلت الطبقة السطحية هشة. توفر عروق المياه هذه اليوم مكانًا صغيرًا في المنطقة المجاورة مباشرة للآثار، حيث يتم عرض العديد من الاكتشافات والصور القديمة للحفريات وبعض صور الأقمار الصناعية بما في ذلك تفاصيل طرق التجارة المفترضة السابقة في متحف صغير.

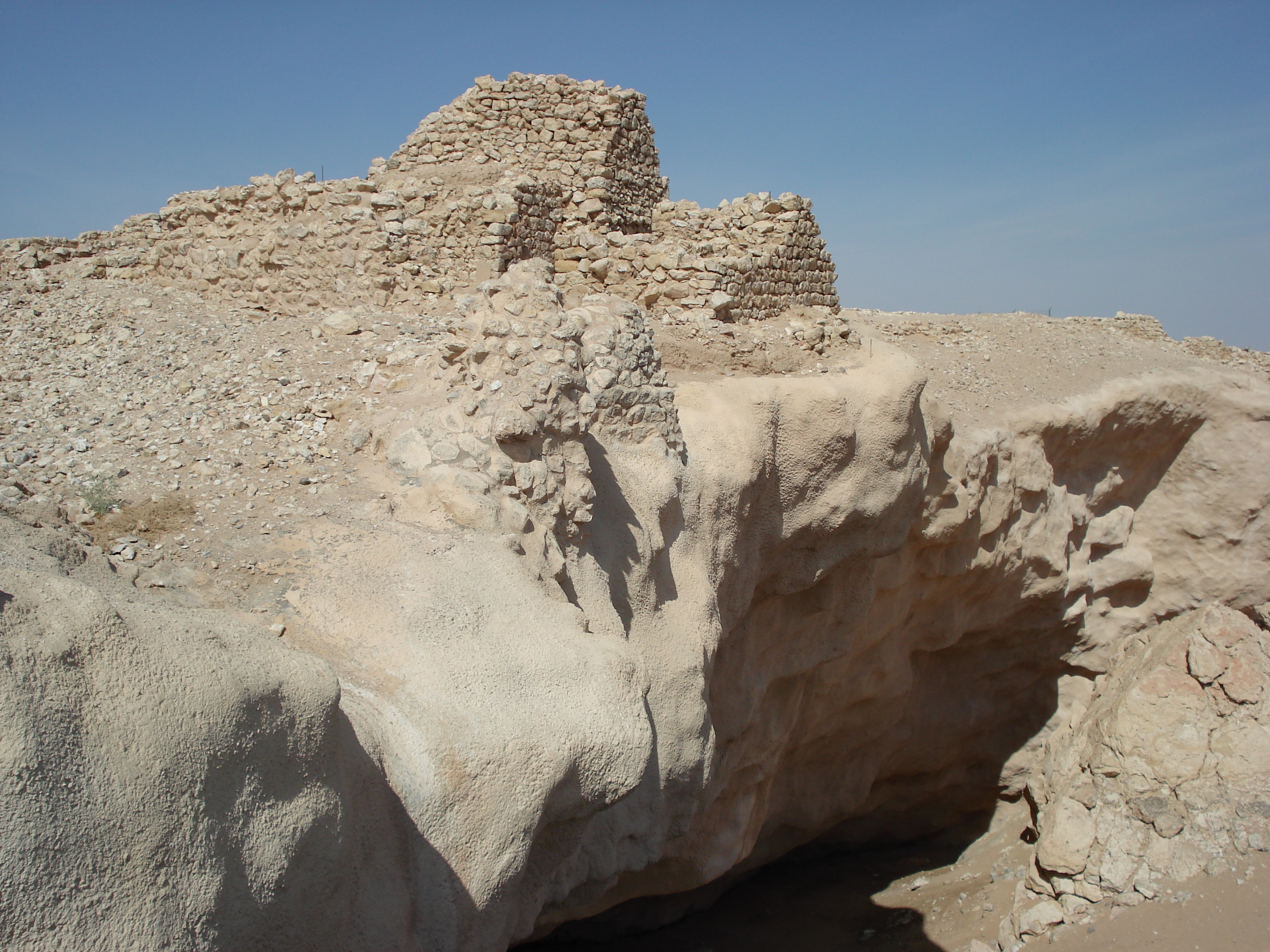
أطلال في أوبار
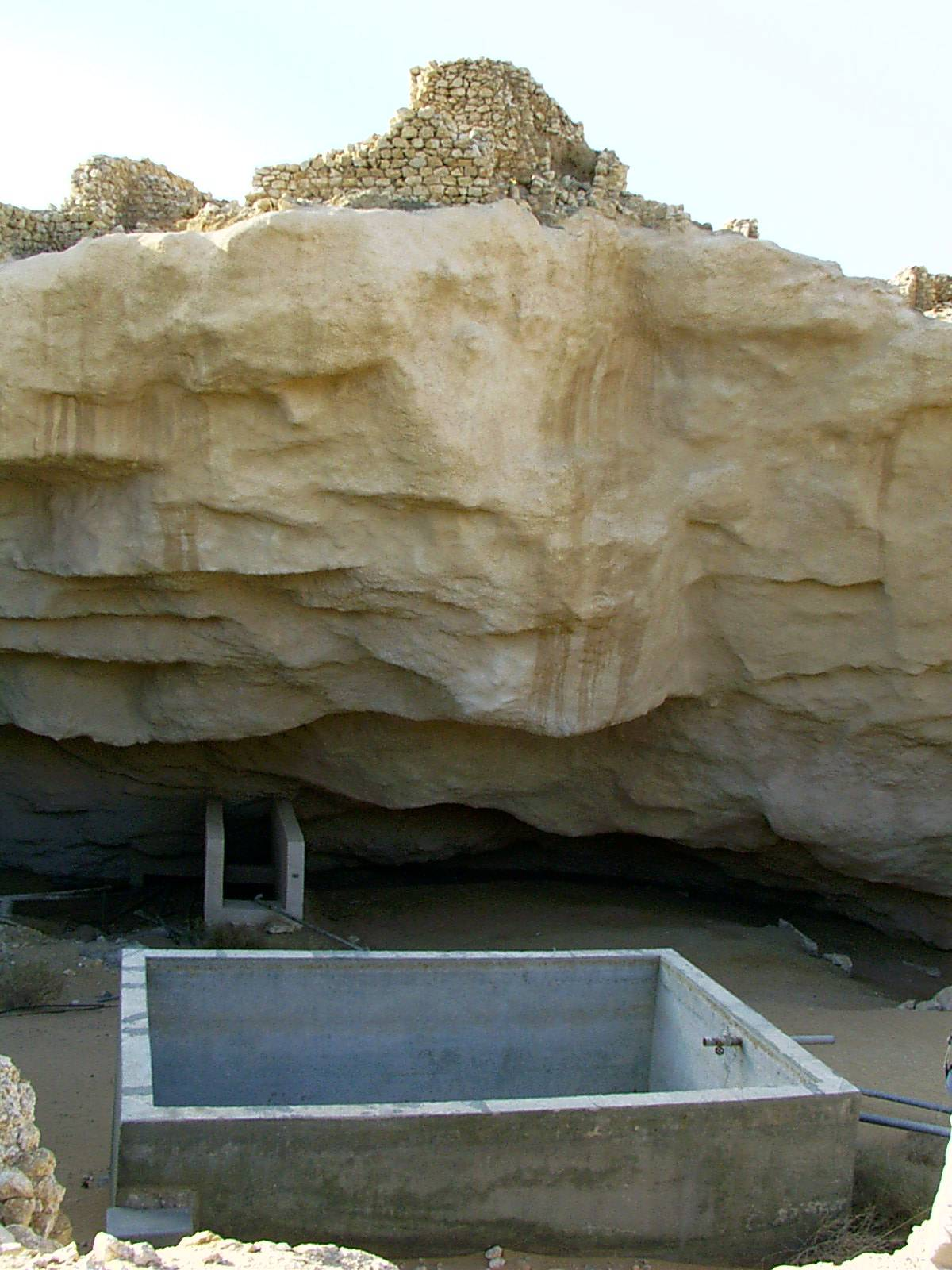
أطلال استخراج المياه الحديث
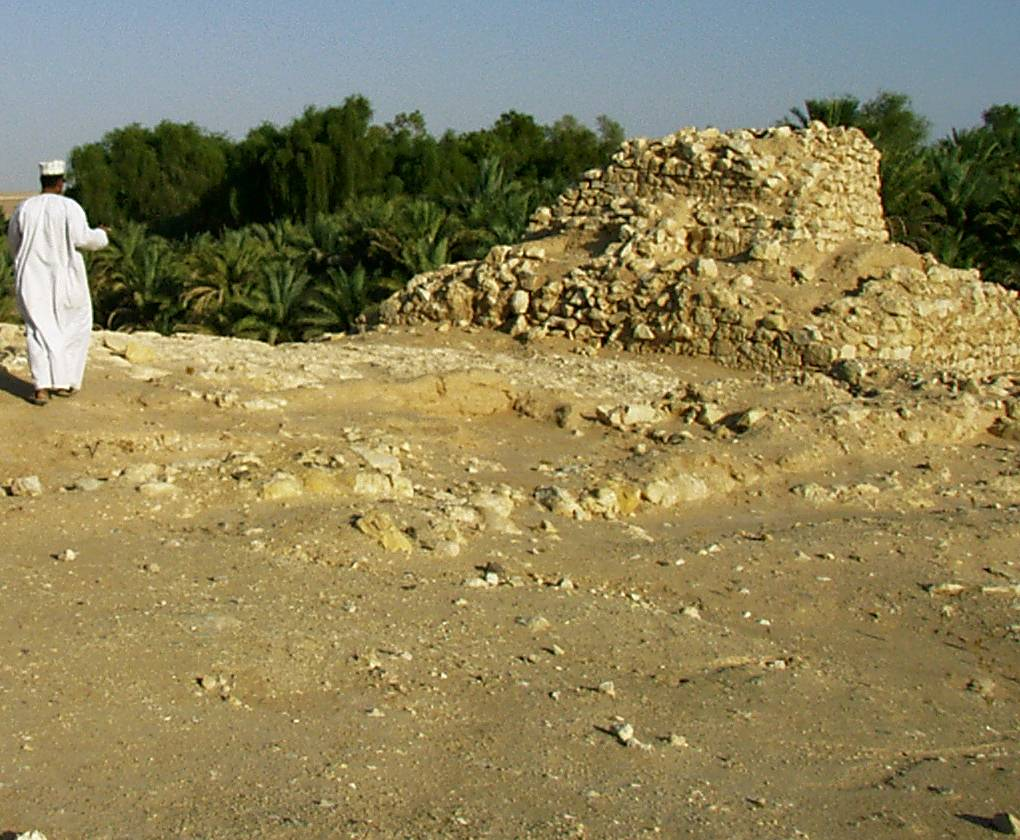
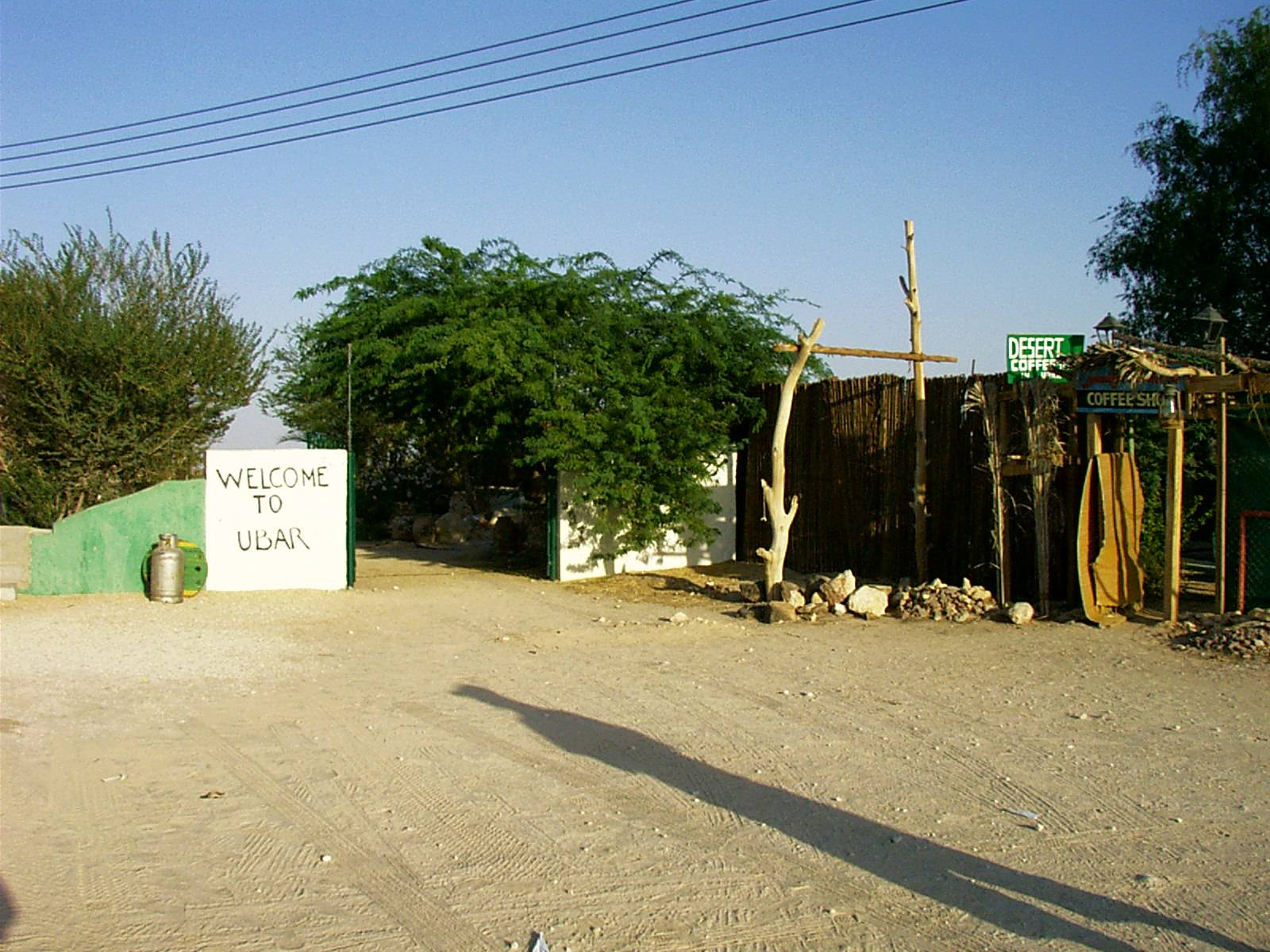

## مواضيع متعلقة
- طريق اللبان
- محميات عمان الطبيعية
- مهرجان خريف صلالة
- صلالة